# A magyar női labdarúgó-válogatott mérkőzései 1988-ban
A magyar női labdarúgó-válogatott  az év során összesen hét mérkőzést vívott, ebből négy Európa-bajnoki-selejtező volt. A mérleg: egy győzelem, három döntetlen és három vereség.
Szövetségi kapitányok:
- Nagy János
- Rákosi Gyula
- Szabó Judit

## Mérkőzések
| 21. mérkőzés 1988. április 30. Eb-selejtező | Olaszország                             | 5 – 1             | Magyarország | San Benedetto del Tronto Nézőszám: 1 500 Játékvezető: Szkapullisz (GRE) |
| 21. mérkőzés 1988. április 30. Eb-selejtező | Saldi 9' Vignotto 25' 34' Carta 47' 54' | (3 – 0) Részletek | Till 79'     | San Benedetto del Tronto Nézőszám: 1 500 Játékvezető: Szkapullisz (GRE) |

| 22. mérkőzés 1988. május 28. | Bulgária | 1 – 2             | Magyarország | Várna Nézőszám: 500 |
| 22. mérkőzés 1988. május 28. | Lekova   | (0 – 1) Részletek | Nagy A. Till | Várna Nézőszám: 500 |

| 23. mérkőzés 1988. június 11. Eb-selejtező | Svájc           | 3 – 0             | Magyarország | Zürich Nézőszám: 1 200 Játékvezető: Roman Steindl (AUT) |
| 23. mérkőzés 1988. június 11. Eb-selejtező | Conrad Poncioni | (1 – 0) Részletek |              | Zürich Nézőszám: 1 200 Játékvezető: Roman Steindl (AUT) |

| 24. mérkőzés 1988. szeptember 17. | Magyarország | 2 – 2             | Bulgária          | Mezőkövesd Nézőszám: 2 000 Játékvezető: Bognár István (HUN) |
| 24. mérkőzés 1988. szeptember 17. | Nagy T.      | (1 – 1) Részletek | Kosabova Todorova | Mezőkövesd Nézőszám: 2 000 Játékvezető: Bognár István (HUN) |

| 25. mérkőzés 1988. október 8. Eb-selejtező | Magyarország | 0 – 0 | Olaszország | Baja Nézőszám: 1 000 Játékvezető: Rudolf Liska (TCH) |
| 25. mérkőzés 1988. október 8. Eb-selejtező | Részletek    |       |             | Baja Nézőszám: 1 000 Játékvezető: Rudolf Liska (TCH) |

| 26. mérkőzés 1988. október 16. | Lengyelország      | 2 – 2             | Magyarország  | Sosnowiec Nézőszám: 5 000 Játékvezető: Piotr Werner (POL) |
| 26. mérkőzés 1988. október 16. | Pendyk Mikolajczik | (0 – 1) Részletek | Főfai Nagy A. | Sosnowiec Nézőszám: 5 000 Játékvezető: Piotr Werner (POL) |

| 27. mérkőzés 1988. október 30. Eb-selejtező | NSZK                                         | 4 – 0             | Magyarország | Passau Nézőszám: 1 400 Játékvezető: Guy Goëthals (BEL) |
| 27. mérkőzés 1988. október 30. Eb-selejtező | Unsleber ?' (11-esből) Krause Raith Fitschen | (1 – 0) Részletek |              | Passau Nézőszám: 1 400 Játékvezető: Guy Goëthals (BEL) |